# 崎山克彦
崎山 克彦（さきやま かずひこ、1935年6月1日 - ）は、NGO「南の島から」代表。
福岡県出身。東京都立新宿高等学校（1954年卒）を経て慶應義塾大学法学部卒。
1959年に講談社へ入社し、1964年にカリフォルニア大学大学院においてジャーナリズムを専攻した後に講談社インターナショナル・アメリカ社にて勤務した。
1991年、フィリピン・セブ島沖にあるカオハガン島を1千万円で購入した。以来、島の教育・医療・産業などを整備し、小規模ながら島内にロッジや公共トイレなどの宿泊施設を設けることでグリーンツーリズムの精神に基づく観光を島民の収入源にするなど、積極的に行動を起こしている。
1995年、著書による紹介により増加した日本人観光客らが、島民の子供たちの教育環境の向上などの目的で、NGO「南の島から（from a southern island）」を設立、自身も代表を務める。会費から島民の子供たちが高等学校へ進学するための奨学金を提供するなどの活動を行っている。キャッチフレーズは、「堅苦しさのない自由な南の島から」。
2007年ごろから、ラプ＝ラプ市の許可を得て、カオハガン沖に約36万平方メートルの「熱帯珊瑚礁保護区（フィッシュサンクチュアリ）」を作る計画が開始。セブ市のサンカルロス大学の協力の下環境管理などを行い、漁業保護区とする。2009年6月からは前述のNGO「南の島から」による支援も予定されている。

## 著書
- 『何もなくて豊かな島―南海の小島カオハガンに暮らす』　ISBN 4101372217
- 『世界でいちばん住みたい島―風の島カオハガンに楽園を創る』熊切圭介と共同　ISBN 456961650X
- 『ゆっくり生きる』　ISBN 410405304X
- 『青い鳥の住む島』　ISBN 4101372225
- 『カオハガンからの贈りもの』　ISBN 4759307974